# Alichan Bukejchanov
Alichan Bukejchanov (5. března 1866 Tokyraujn Volost – 27. září 1937 Moskva) byl kazašský politik a etnograf. Od 13. prosince 1917 do 5. března 1920 byl prvním a posledním předsedou vlády státního útvaru zvaného Alašská autonomie, v níž hledá své kořeny dnešní Kazachstán. Byl prozápadně, demokraticky a sekulárně orientovaný.

## Život
Jako pravnuk Baraka Sultana, bývalého chána orta žuzu, byl přímým potomkem Čingischána. V roce 1890 absolvoval Omskou technickou školu. Později studoval na ekonomické fakultě Petrohradského lesnického institutu, kde absolvoval v roce 1894. Po studiích se vrátil do Omsku a strávil tam dalších čtrnáct let.
V letech 1895 až 1897 pracoval jako učitel matematiky ve škole pro kazašské děti. V roce 1896 se zúčastnil Ščerbinovy etnografické expedice, jejímž cílem bylo prozkoumat každý aspekt kultury ruské Střední Asie. Na základě této činnosti vydal například studii o chovu zvířat ve Střední Asii. Byl prvním životopiscem Abaje Kunanbajulyho, v roce 1909 vydal výbor z jeho děl.
Po ruské revoluci roku 1905 vstoupil do liberální Konstitučně demokratické strany (tzv. Kadeti). V roce 1906 byl zvolen do Státní dumy Ruského impéria za tuto stranu a podepsal Vyborskou petici na protest proti rozpuštění Dumy carem. V roce 1908 byl zatčen a poslán do vyhnanství v Samaře, v němž setrval až do roku 1917. Spoluzaložil v té době mj. kazašské noviny Qazaq.
V dubnu 1917 se Bukejchanov, Achmet Bajtjynov a několik dalších domácích politických osobností chopilo iniciativy a svolali do Orenburgu Všekazašský kongres. Ten ve své rezoluci vyzval k navrácení veškeré půdy zkonfiskované carským režimem původnímu obyvatelstvu a k vyhnání všech nových osadníků z kazašsko-kyrgyzských území. Další rezoluce požadovaly převod místních škol do rukou domorodců a ukončení odvodů na frontu. Bukejchanov tehdy ale nepatřil k radikálům, kteří usilovali o odtržení od Ruska a po únorové revoluci kontaktoval šéfa ruské prozatímní vlády Alexandra Kerenského. Získal si jeho důvěru a 19. března 1917 ho Kerenskij jmenoval komisařem prozatímní vlády v Turgajské oblasti. Záhy patřil k zakladatelům strany Alaš, první moderní kazašské politické strany, kam přetáhl řadu Kadetů.
Po říjnové revoluci, během níž se v Rusku chopili moci bolševici, se Kazaši nicméně rozhodli vyhlásit vlastní stát, Alašskou autonomii. V prosinci 1917 byl Bukejchanov zvolen jejím předsedou vlády.
Po pádu Alašské autonomie a připojení jejího území k sovětskému impériu vstoupil do Komunistické strany a chtěl se vrátit k vědeckému životu. Tento kompromis s novým režimem mu ale příliš nevyšel. Jeho dřívější politické aktivity způsobily, že na něj úřady pohlížely s podezřením, což vedlo k zatčením v letech 1926 a 1928. V roce 1930 ho úřady vyhostily do Moskvy, kde byl v roce 1937 naposledy zatčen a popraven během stalinské Velké čistky. Sovětské úřady ho rehabilitovaly až v roce 1989.